# Stiriodes obtusa
Stiriodes obtusa är en fjärilsart som beskrevs av Herrich-Schäffer 1853. Stiriodes obtusa ingår i släktet Stiriodes och familjen nattflyn. Inga underarter finns listade i Catalogue of Life.